# Eusébio Luciano Gomes da Silva
Eusébio Luciano Carvalho Gomes da Silva (Paparia, Cernache do Bonjardim, 8 de Dezembro de 1763 – Goa, 30 de Março de 1790) foi um bispo português.

## Biografia
Depois de ter estudado teologia e filosofia, D. Eusébio Luciano Gomes pertenceu à Congregação de S. Vicente de Paula. Ordenou-se padre na Índia, em 1787. Em 17 de Julho de 1789, foi nomeado bispo de Nanquim, cargo onde não chegou a tomar posse por ter falecido precocemente. Ordem Terceira Franciscana  e exerceu funções docentes na Ordem Militar de Aviz.
D. Eusébio Luciano foi irmão de D. Manuel Joaquim da Silva e de D. Marcelino José da Silva, também eles bispos.